# Gare de Løten
La gare de Løten est une station de la ligne de Røros. Elle se situe dans la commune de Løten et fut mise en service en 1862 lors de l'achèvement du tronçon de Hamar à Grundset.